# Isoldaia insularis
Isoldaia insularis är en kackerlacksart som först beskrevs av Isolda Rocha e Silva-Albuquerque och Ashley B. Gurney 1963.
Isoldaia insularis ingår i släktet Isoldaia och familjen småkackerlackor. Inga underarter finns listade i Catalogue of Life.